# Cook megye (Minnesota)
Cook megye az Amerikai Egyesült Államokban, azon belül Minnesota államban található. Megyeszékhelye és legnagyobb városa Grand Marais. Lakosainak száma 5600 fő (2020. április 1.). Cook megye Lake, Ashland, Keweenaw és Ontonagon megyékkel határos.

## Népesség
A megye népességének változása:
| Lakosok száma | 5169 | 5209 | 5189 | 5200 | 5194 | 5600 |
|               | 2010 | 2011 | 2012 | 2013 | 2015 | 2020 |